# Verplichte introductietijd
De verplichte introductietijd, in sommige Nederlandse studentensteden beter bekend onder de term kennismakingstijd (KMT) of introductieperiode (IP), is de introductietijd van een studentenvereniging. 

## Functies
De verplichte introductietijd heeft verschillende functies, waaronder:
- het eerstejaarslid maakt in zeer korte tijd kennis met 
  - de commissies, subverenigingen, disputen en andere verbanden van de vereniging
  - gewoonten en gebruiken van de vereniging, de zogeheten mores
  - de geschiedenis van de vereniging
  - zo veel mogelijk ouderejaars
- het eerstejaarslid bouwt een band op met zijn jaargenoten, uit vrije wil dan wel uit pure noodzaak om weerstand te kunnen bieden aan de ouderejaars. Soms wordt de aanzet gegeven tot de vorming van jaarclubs, hoewel de echte vorming daarvan pas na de introductietijd plaatsvindt.

## Karakter
Het karakter van de introductietijd verschilt per vereniging. Hoewel er veel verenigingen zijn waarbij de introductietijd plaatsvindt in een sfeer van gelijkheid, heeft hij bij corpora vaak een intensiever karakter en is het een eufemisme voor een doop of ontgroening. 
Het programma kan bijvoorbeeld bestaan uit een weekend op kamp gaan samen met de rest van de leden, of uit twee weken lang bevelen van ouderejaars uitvoeren. De tijd die de introductieperiode in beslag neemt loopt uiteen van een weekend tot enkele weken, maar introductieperioden van een half jaar komen ook voor. Regelmatig worden excessen gemeld over de behandeling van de nieuwe leden. 